# Melissa Gurney
Pour les articles homonymes, voir Gurney.
Melissa Gurney (née le 24 juin 1969) est une joueuse de tennis américaine, professionnelle du milieu des années 1980 à 1995.
À quatre reprises, elle a joué le 3e tour en simple dans une épreuve du Grand Chelem :
- à Roland Garros en 1988 (battue par Natasha Zvereva)
- à Wimbledon en 1986 (battue par Kathy Jordan)
- à l'US Open en 1984 (battue par Petra Jauch-Delhees) et 1986 (battue par Zina Garrison)

Pendant sa carrière, elle a gagné deux tournois WTA en simple.

## Palmarès

### Titres en simple dames
| No | Date       | Nom et lieu du tournoi                 | Catégorie | Dotation | Surface    | Finaliste      | Score    |          |
| -- | ---------- | -------------------------------------- | --------- | -------- | ---------- | -------------- | -------- | -------- |
| 1  | 21-07-1986 | North Face Open, Berkeley              |           | 50 000 $ | Dur (ext.) | Barbara Gerken | 6-1, 6-3 | Parcours |
| 2  | 28-07-1986 | Virginia Slims of San Diego, San Diego |           | 75 000 $ | Dur (ext.) | Stephanie Rehe | 6-2, 6-4 | Parcours |

### Finales en simple dames
| No | Date       | Nom et lieu du tournoi                       | Catégorie | Dotation | Surface    | Vainqueure    | Score    |          |
| -- | ---------- | -------------------------------------------- | --------- | -------- | ---------- | ------------- | -------- | -------- |
| 1  | 27-10-1986 | Virginia Slims of Indianapolis, Indianapolis |           | 75 000 $ | Dur (ext.) | Zina Garrison | 6-3, 6-3 | Parcours |
| 2  | 27-07-1987 | California State Championships, Aptos        |           | 50 000 $ | Dur (ext.) | Elly Hakami   | 6-3, 6-4 | Parcours |

### Titre en double dames
Aucun

### Finale en double dames
Aucune

## Parcours en Grand Chelem

### En simple dames
| Année | Open d'Australie (janvier) | Open d'Australie (janvier) | Internationaux de France | Internationaux de France | Wimbledon      | Wimbledon    | US Open         | US Open        | Open d'Australie (décembre) | Open d'Australie (décembre) |
| ----- | -------------------------- | -------------------------- | ------------------------ | ------------------------ | -------------- | ------------ | --------------- | -------------- | --------------------------- | --------------------------- |
| 1984  | n/a                        | n/a                        | 1er tour (1/64)          | Catrin Jexell            | -              | -            | 3e tour (1/16)  | Petra Delhees  | -                           | -                           |
| 1985  | n/a                        | n/a                        | -                        | -                        | 2e tour (1/32) | C. Tanvier   | 1er tour (1/64) | C. Lindqvist   | -                           | -                           |
| 1986  | n/a                        | n/a                        | 2e tour (1/32)           | Camille Benjamin         | 3e tour (1/16) | Kathy Jordan | 3e tour (1/16)  | Zina Garrison  | n/a                         | n/a                         |
| 1987  | -                          | -                          | 1er tour (1/64)          | Nicole Provis            | -              | -            | 1er tour (1/64) | Helena Suková  | n/a                         | n/a                         |
| 1988  | -                          | -                          | 3e tour (1/16)           | Natasha Zvereva          | 2e tour (1/32) | C. Tanvier   | 1er tour (1/64) | Claudia Porwik | n/a                         | n/a                         |

À droite du résultat, l’ultime adversaire.

### En double dames
| Année | Open d'Australie | Open d'Australie | Internationaux de France      | Internationaux de France | Wimbledon                 | Wimbledon            | US Open                      | US Open                   |
| ----- | ---------------- | ---------------- | ----------------------------- | ------------------------ | ------------------------- | -------------------- | ---------------------------- | ------------------------- |
| 1986  | n/a              | n/a              | 1er tour (1/32) Niurka Sodupe | Elna Reinach M. Reinach  | 2e tour (1/16) A. Betzner | E. Smylie C. Tanvier | 1er tour (1/32) A. Betzner   | Kathy Jordan E. Smylie    |
| 1987  | -                | -                | 1er tour (1/32) Vicki Nelson  | Steffi Graf G. Sabatini  | -                         | -                    | 1er tour (1/32) Helen Kelesi | Zina Garrison Lori McNeil |

Sous le résultat, la partenaire ; à droite, l’ultime équipe adverse.

### En double mixte
N'a jamais participé à un tableau final.

## Parcours aux Masters

### En simple dames
| # | Date       | Nom de l'édition                       | ($)     | Surface         | Résultat       | Ultime adversaire | Score    |          |
| - | ---------- | -------------------------------------- | ------- | --------------- | -------------- | ----------------- | -------- | -------- |
| 1 | 17/11/1986 | Virginia Slims Championships, New York | 500 000 | Moquette (int.) | 1er tour (1/8) | Manuela Maleeva   | 6-4, 6-1 | Parcours |

## Classements WTA

### Classements en simple en fin de saison
| Année | 1984 | 1985 | 1986 | 1987 | 1988 | 1989 | 1994 |
| Rang  | 84   | 81   | 23   | 92   | 96   | 721  | 367  |

Source : (en) « Classements de Melissa Gurney », sur le site officiel du WTA Tour

### Classements en double en fin de saison
| Année | 1986 | 1987 |
| Rang  | 82   | 437  |

Source : (en) « Classements de Melissa Gurney », sur le site officiel du WTA Tour